# 花仙肩棘螺
花仙肩棘螺（学名：Latiaxis lischkeanus），是新腹足目骨螺科珊瑚螺亞科Latiaxis的一种。主要分布于印度尼西亚，常栖息在深海。

## 外部連結
- Photo